# Apogonia fulgida
Apogonia fulgida är en skalbaggsart som beskrevs av Sharp 1881. Apogonia fulgida ingår i släktet Apogonia och familjen Melolonthidae. Inga underarter finns listade i Catalogue of Life.